# Історія Свідків Єгови в Україні

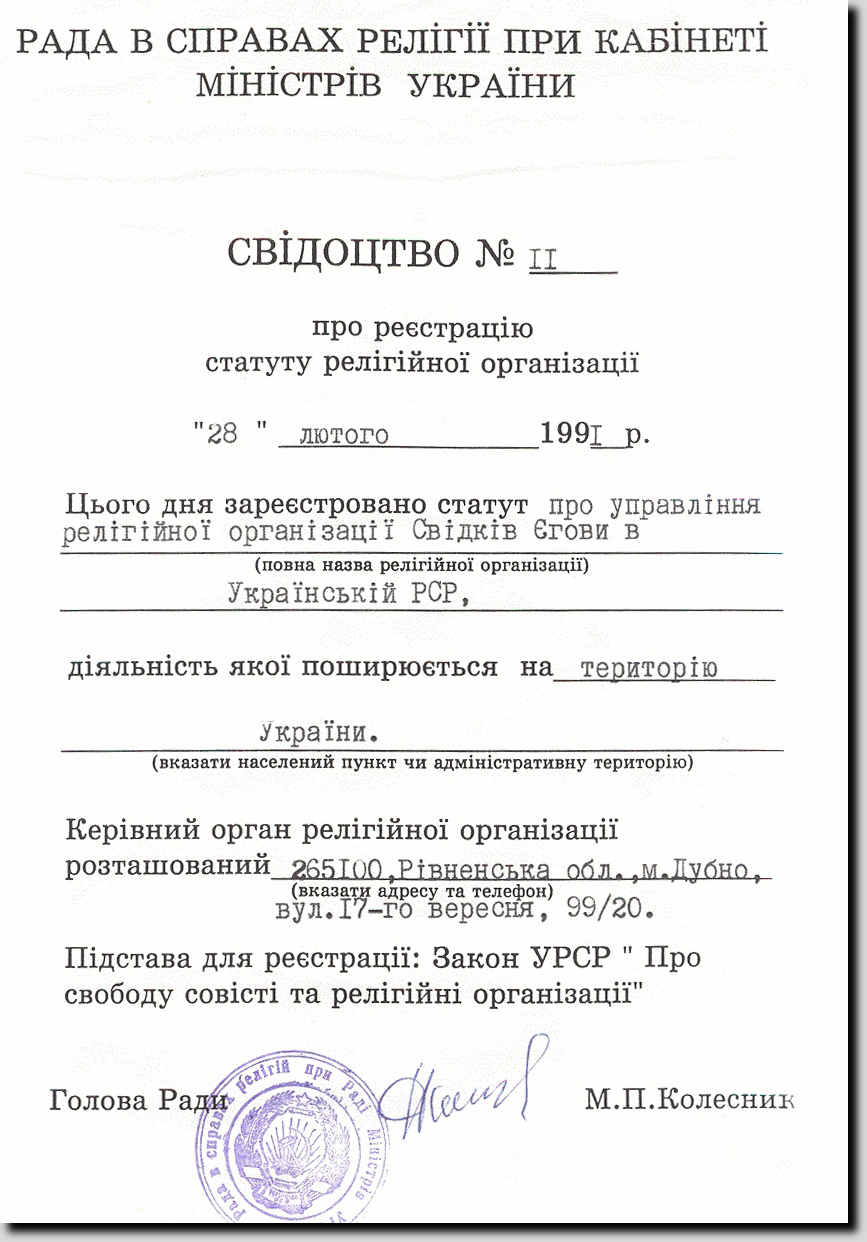
Перша реєстрація Свідків Єгови на території СРСР

Історія Свідків в Україні — історія релігійної організації Свідків Єгови в Україні, зареєстрованої 28 лютого 1991 року.

## Початки

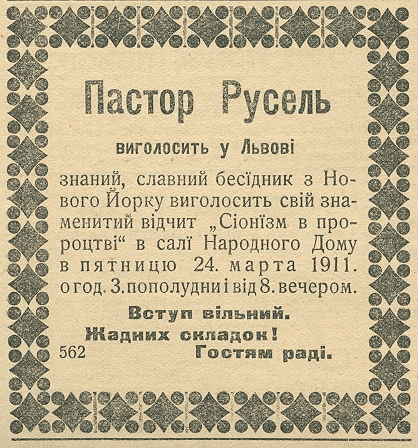
Львівська газета «Діло»

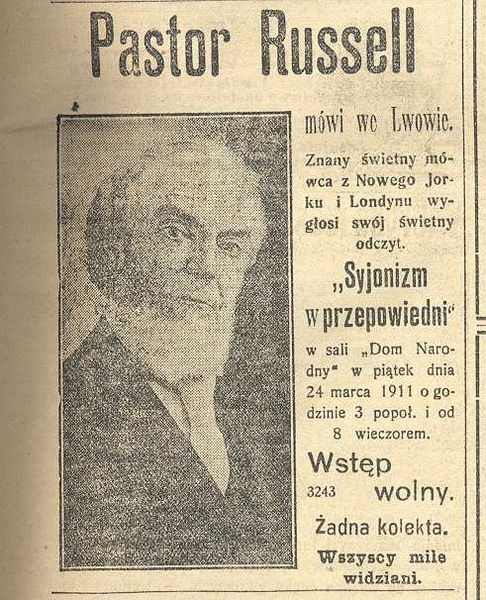
Львівська газета «Wiek Nowy»

Дослідники Біблії, як колись себе звали Свідки Єгови, діють в Україні вже понад сторіччя. Пастор Чарльз Расселл уперше відвідував Європу із своїми біблійними промовами 1891 року: в 1911 році він виголосив низку біблійних лекцій у найбільших європейських містах — у тому числі у Львові. 24 березня 1911 року у Львові було орендовано великий зал у Народному Домі, де він мав оголосити свою біблійну промову «Сіонізм у пророцтві», однак через лютий опір місцевих євреїв заплановану промову було зірвано. Все ж певна кількість людей зацікавилась його темою, і вони попросили біблійну літературу. Згодом численні дослідники Біблії почали з'являтися не лише у Львові, але й по інших місцевостях України.
1912 року до німецького філіалу тогочасних дослідників Біблії надійшло близько 50 листів з України від тих, хто бажав отримати книги Расселла «Виклади Святого Писання» та журнал «Вартова башта». Філіал підтримував зв'язок із зацікавленими, доки не спалахнула війна 1914 року.

## Міжвоєнний період
Після Першої світової війни територію України поділено між сусідніми країнами. У тих частинах України, що не ввійшли до складу Радянського Союзу, була відносна релігійна свобода і дослідники Біблії могли вільно проповідувати.
З іншого боку, на початку XX століття багато українських родин виїхали до Сполучених Штатів Америки в пошуках кращого життя. Дехто з цих людей читав біблійні публікації й надсилав їх своїм родичам в Україну. На початку 20-х років минулого століття на Галичині та Волині Дослідники Біблії поширювались завдяки проповідуванню польських дослідників, а на Буковині — румунських.
В англійському виданні «Вартової башти» за 15 грудня 1921 року писалось: «Нещодавно деякі з наших братів відвідали Буковину… Внаслідок їхнього перебування [джерело?] там упродовж їхнього перебування утворилось сім нових класів, які вивчають томи [Рассела] та книжку Намет тінями. В одному з таких класів близько 70 членів».
У 1922 році Степан Кольца охрестився в буковинському селі Колінківці — і таким чином став першим відомим охрещеним Дослідником Біблії в Україні; згодом до нього приєдналось ще близько десяти сімей. А 1925 року у Великих Лучках на Закарпатті та сусідніх селах було близько ста Дослідників Біблії. Число Дослідників невпинно зростало і, щоб задовольнити їхні потреби, у Львові на вулиці Пекарській, 91, було відкрито бюро Дослідників Біблії. Сюди надходило багато заявок на літературу з Галичини та Волині, які потім відправлялися в головний офіс у Брукліні, район Нью-Йорка (США).

### Перші конгреси

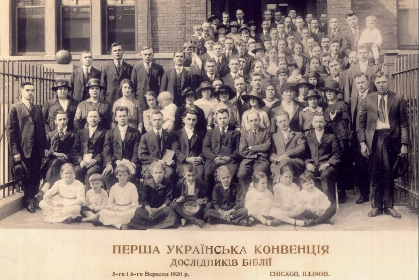
Перший конгрес українських Дослідників Біблії в США у 1920 року

Перший конгрес Дослідників Біблії в Україні відбувся у травні 1926 року на Закарпатті в селі Великі Лучки. На ньому було присутніх із 150, — і близько 20 осіб охрестилися. У місті Львові перший конгрес Дослідників відбувся 1928 року, а з початком 1932 року відбувся і конгрес у закарпатському селі Солотвині. На останньому були присутніми близько 500 осіб; прибули і відповідальні Дослідники з Німеччини. Згодом конгреси проводились також по Галичині і Волині.
У 1937 році для поїздки делегатів великого конгресу, який мав відбутися в Празі, орендовано цілий поїзд: відправлявся він із Солотвина та проїжджав усе Закарпаття, зупиняючись на кожній станції, щоб підібрати делегатів. На вагонах висіли надписи: «Конгрес Свідків Єгови — Прага».

Еміль і Марія Зарицькі займалися перекладом літератури Свідків протягом 40 років.

### Потреба у власних приміщеннях
У час, коли з'являлися нові групи Дослідників Біблії, виникла потреба у власних приміщеннях для поклоніння. Перший будинок для проведення зібрань збудовано у 1932 році в закарпатському селі Діброва. Згодом у сусідніх селах, Солотвино та Біла Церква, з'явилися ще два зали.

### Становлення праці перекладу
Наприкінці XIX та на початку XX сторіччя чимало українських родин емігрувало до США та Канади, і в цих країнах утворювалися україномовні групи Дослідників Біблії. Оскільки була велика потреба у перекладі публікацій Товариства українською мовою, то 1923 року запрошено займатися перекладом біблійної літератури на українську уродженця Сокаля Еміля Зарицького, який тоді вже мешкав у Канаді: зі своєю дружиною Марією він вірно виконував призначення, здійснюючи переклади для Товариства. За той час українською мовою видані всі номери журналу «Вартова башта».
1964 року наглядати за перекладацькою роботою призначено Моріса Саранчука. 1991 року Саранчук передав справу перекладу в німецький філіал Свідків Єгови, куди й запрошено перших п'ятьох україномовних Свідків з України. Згодом український перекладацький відділ переїхав у польський філіал, а по завершенні будови філіалу в Україні цей відділ перебрався в Україну, де й перебуває сьогодні.

### Схід України
На початку 1900-х років один зі швейцарських дослідників Біблії на прізвище Трумпі приїхав на інженерську роботу у вугледобувний район на сході України, будучи там же першим із відомих Дослідників Біблії. Завдяки його проповідницькій діяльності в 1920-х роках у селі Любимівський Пост, що поблизу Харкова, утворилася група Дослідників Біблії. У 1927 році ще один Дослідник Біблії із Західної Європи прибув на хутір Калинівка, щоб теж працювати інженером на шахті. Згодом він повернувся додому, але залишив по собі велику групу Дослідників Біблії.
У Всесвітньому центрі в Брукліні Дослідники Біблії звертали особливу увагу на розвиток подій у СРСР із метою легалізувати свій статус — і саме тому з Канади 1928 року в Україну прибув Джордж Янґ, який відвідав Харків, де й організував та провів триденну зустріч із місцевою групою Дослідників Біблії і домігся ввезення кількох сотень брошур. Протидія зі сторони органів влади змусила його залишити країну. Повернувшись додому, він писав, що групи Дослідників Біблії існували тоді ж і в Києві, і в Одесі.

## Друга світова війна
Під час Другої світової війни близько двох з половиною мільйонів хлопців і дівчат було вивезено з України до Німеччини на примусову працю, чимало із них опинилися в концентраційних таборах. Саме там дехто з них познайомився з німецькими Свідками Єгови, яких було ув'язнено за відмову від військової служби з ідейних міркувань: багато українців стали в них Свідками Єгови, почувши звістку від німецьких Свідків у концтаборах.
Наприкінці 1944 року радянські війська знову ввійшли на територію Західної України і оголосили тотальну мобілізацію. Тоді загони українських партизанів почали воювати проти німецьких та радянських військ та змушували жителів Західної України приєднуватися до партизанських загонів. Така ситуація стала для Свідків Єгови новим випробуванням щодо збереження нейтралітету: за відмову воювати Свідки Єгови або гинули, або були заслані до Сибіру за те, що, дотримуючись нейтралітету, відмовлялися воювати на боці Радянського Союзу.

## Діяльність Свідків Єгови в СРСР
У період з 1947 до 1951 року за радянського режиму було заарештовано багатьох відповідальних членів організації Свідків Єгови. Свідків затримували не лише за друкування літератури, а й за те, що вони не вступали до армії, не голосували на виборах та не заохочували дітей вписуватися в піонерські та комсомольські організації. Сама належність до організації Свідків Єгови була достатньою підставою для ув'язнення. Часто на суді виступали фальшиві свідки: як правило, були це сусіди або колеги по роботі, яких залякано або підкуплено органами держбезпеки. По деяких селах Свідкам Єгови забороняли вішати на вікна фіранки, щоб сусіди та міліціонери могли бачити, чи не читають Свідки свою літературу і чи не сходяться на зібрання.

### Спроба юридичної реєстрації в СРСР
У 1949 році троє старійшин Свідків Єгови з Волині: Микола Пятоха, Ілля Бабійчук та Михайло Чумак — звернулися до органів влади із проханням юридично зареєструвати діяльність релігійних громад Свідків Єгови. Посадові особи сказали їм, що реєстрація стане можливою лише при умові співпраці Свідків із органами безпеки, на що, звісна річ, Свідки не погодились. Незабаром їх усіх заарештовано та ув'язнено на 25 років.
У спеціальній записці, надісланій з Москви місцевій владі на Волині, говорилось, що релігійний «культ» Свідків Єгови є «яскраво вираженим антирадянським рухом і тому не підлягає реєстрації». Місцевому уповноваженому Ради у справах релігійних культів наказувалось стежити за Свідками Єгови і повідомляти про них органи держбезпеки.

Юрій Копос провів майже третину століття в радянських в'язницях і виправно-трудових таборах за те, що був Свідком Єгови

### Виселення до Сибіру
Вчення Свідків Єгови були несумісними з ідеологією комуністичного уряду, тому 1951 року органи влади підготували таємний план зруйнування організації Свідків Єгови: виселити залишки Свідків до Сибіру, тобто на п'ять тисяч кілометрів на схід. 8 квітня 1951 року було виселено понад 6100 Свідків Єгови з Західної України. Сталося це так: рано-вранці того дня вантажівки зупинялися біля будинків Свідків Єгови — і солдати давали кожній сім'ї лише дві години, щоб зібрати речі: брати дозволялося лише цінності та особисті речі. Виселенню підлягали всі, хто був удома: чоловіки, жінки, діти. Жодні причини, як-от похилий вік або погане здоров'я, до уваги не бралися.
Органи влади не розшукували тих, кого не застали вдома. Свідки, що залишилися, зверталися до посадових осіб з проханням об'єднатися зі своїми виселеними родинами, — та на такі прохання відповідей не було, як і не було повідомлено, куди саме виселено родичів. І самих виселенців не було повідомлено, куди їх везуть, адже виселення вважалось довічним. Згідно з планом уряду, Свідкам Єгови було ніколи не повернутися з Сибіру: їм було наказано регулярно з'являтися у місцевих органах влади для реєстрації, хоч вони й не були формально ув'язненими. Прибувши на місце призначення, Свідків Єгови просто залишали в лісі та давали в руки сокири для побудування житла; проте вони якось влаштовувалися й виживали: щоб перезимувати перші зими, Свідки часто викопували землянки та накривали їх дерном.

### Тимчасовий розкол
У середині 1950-х років органи КДБ припинили масові арешти активних та відповідальних Свідків Єгови, однак почали за ними шпигувати: обіцяли їм гроші й кар'єру, якщо вони погодяться співпрацювати з органами. Тих, хто відмовлявся, чекало ув'язнення та приниження. А втім, декілька осіб пішли на компроміс через страх або пожадливість: формально вони залишалися в організації, проте інформували органи держбезпеки про діяльність Свідків Єгови.
Через недобропорядну поведінку таких агентів всередині організації, яка діяла в умовах глибокого підпілля, з'явилися сумніви щодо тих, хто брав на себе керівництво в громаді, нібито вони співпрацюють із органами КДБ. Прямим наслідком було те, що більше аніж половина Свідків Єгови перестали подавати звіти діяльності через канали, що мали зв'язок із Керівним органом Свідків Єгови у США. Хоч сам розкол не мав негативного впливу на доктринальне вчення організації, він таки призвів до певного замішання стосовно керування нею.
Начальник управління КДБ у доповідній записці написав своєму шефові: «Нами ведеться робота для припинення ворожої діяльності єговістських ватажків, для компрометації їх в очах одновірців, створення в їхньому середовищі атмосфери недовіри з метою посилення розколу, що існує в секті. Проведені органами КДБ заходи дозволили розколоти цю секту на два ворожі угрупування: одне з них об'єднує послідовників ватажка єговістів Зятека, який тепер відбуває покарання, а друге складається з прихильників так званої 'опозиції'. Ця обставина створила сприятливі умови для внесення ідейного розброду в середовище рядових учасників і для подальшого розкладення організаційних єговістських ланок». Далі говорилось: «Найреакційніша частина єговістських ватажків вживає кроки для протидії нашим заходам, намагається усіляко зміцнити організаційні єговістські ланки».
Отже, Керівний орган із Всесвітнього центру Свідків Єгови в США надіслав спеціального листа до громад Свідків в СРСР, датований 18 травня 1962 року. Цей лист, а також факт, що відповідальний Свідок, довкола якого сіялися сумніви, був засуджений до десяти років ув'язнення, допомогли об'єднати Свідків Єгови в СРСР. Відтак, у 1971 році президент Товариства Свідків Єгови, Нейтан Норр, надіслав ще одного листа до Свідків в СРСР, в якому пересвідчувалось, що є лише одна лінія зв'язку зі Всесвітнім центром. Ці листи зробили багато доброго для об'єднання Свідків.

### Послаблення переслідувань

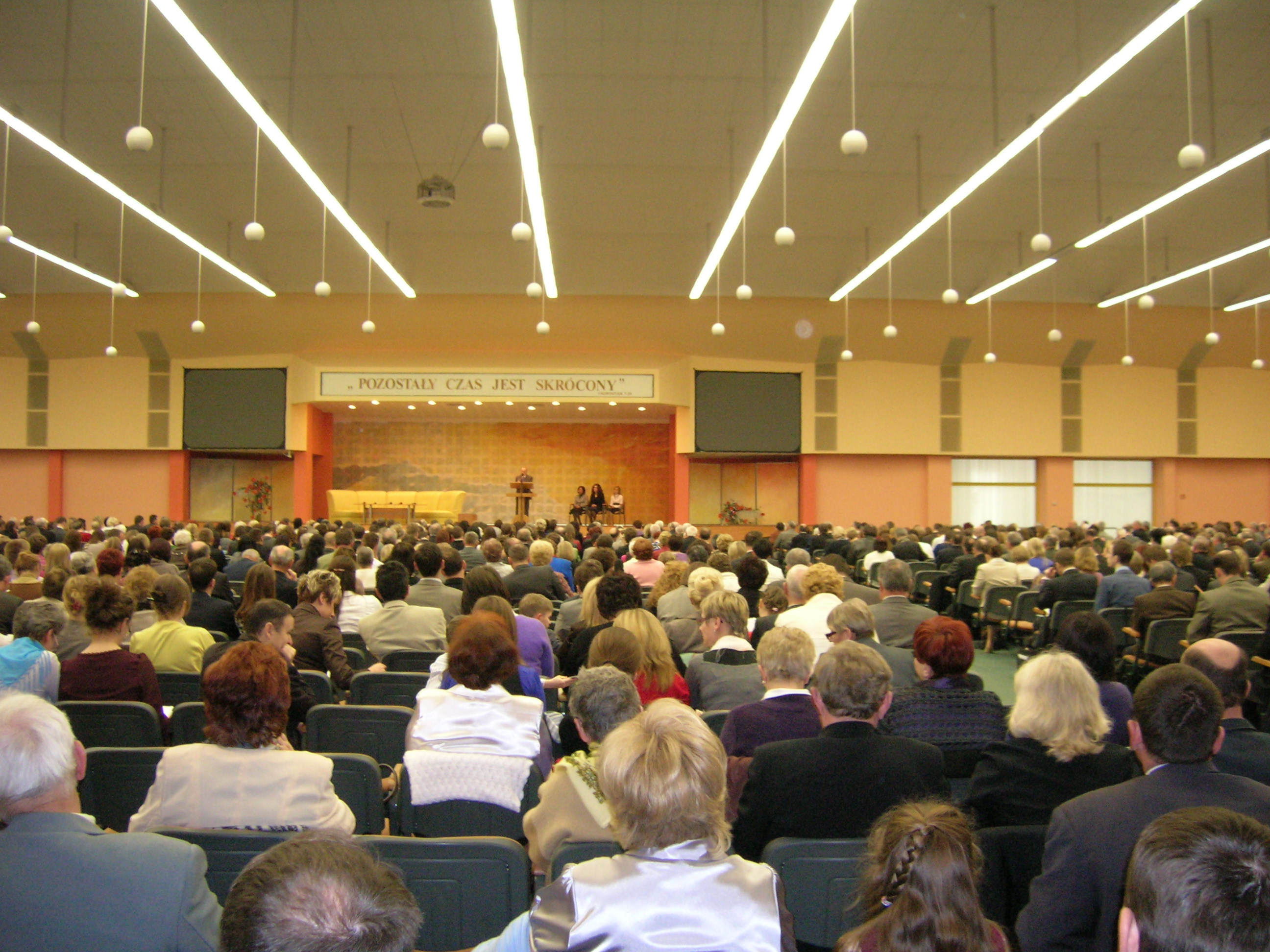
Районний конгрес Свідків Єгови

У червні 1965 року Верховний суд України постановив, що література Свідків Єгови не є антирадянською, а носить релігійний характер. Тоді органами влади були припинені арешти людей за читання цієї літератури, проте влада і надалі ув'язнювала Свідків Єгови за проповідницьку діяльність.
Того ж року відбулася ще одна важлива зміна: уряд СРСР видав указ, за яким усі Свідки Єгови, виселені до Сибіру 1951 року, одержали свободу: вони отримали можливість вільно пересуватися в межах Радянського Союзу, але їм не повертали будинки, худобу та інше майно, конфісковане до виселення. І хоча вищезгадані зміни дещо покращили становище Свідків Єгови, однак КДБ не змінив свого ставлення до них. Багатьом довелося кілька десятиріч терпіти постійний тиск.

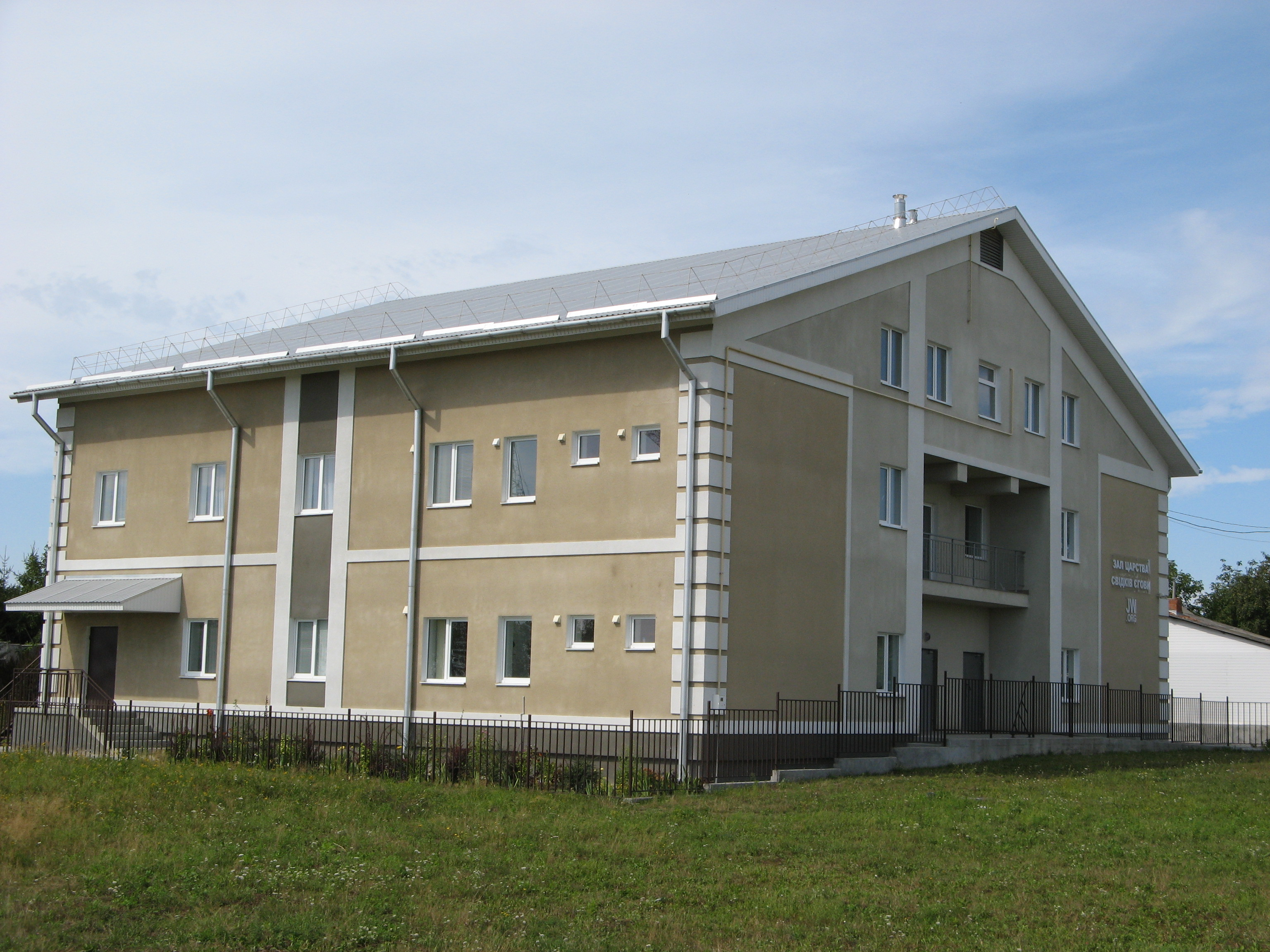
Зал Царства Свідків Єгови у Львові

### Останні роки заборони
1982 року, після зміни політичного керівництва в СРСР, в Україні прокотилася ще одна хвиля переслідування, яка тривало два роки. У 1983–1984 роках на сході України пройшло кілька групових судових процесів, унаслідок яких Свідків Єгови позбавили волі на 4-5 років. Однак покарання відбувалися цього разу вже не в Сибіру чи Казахстані, а в Україні.

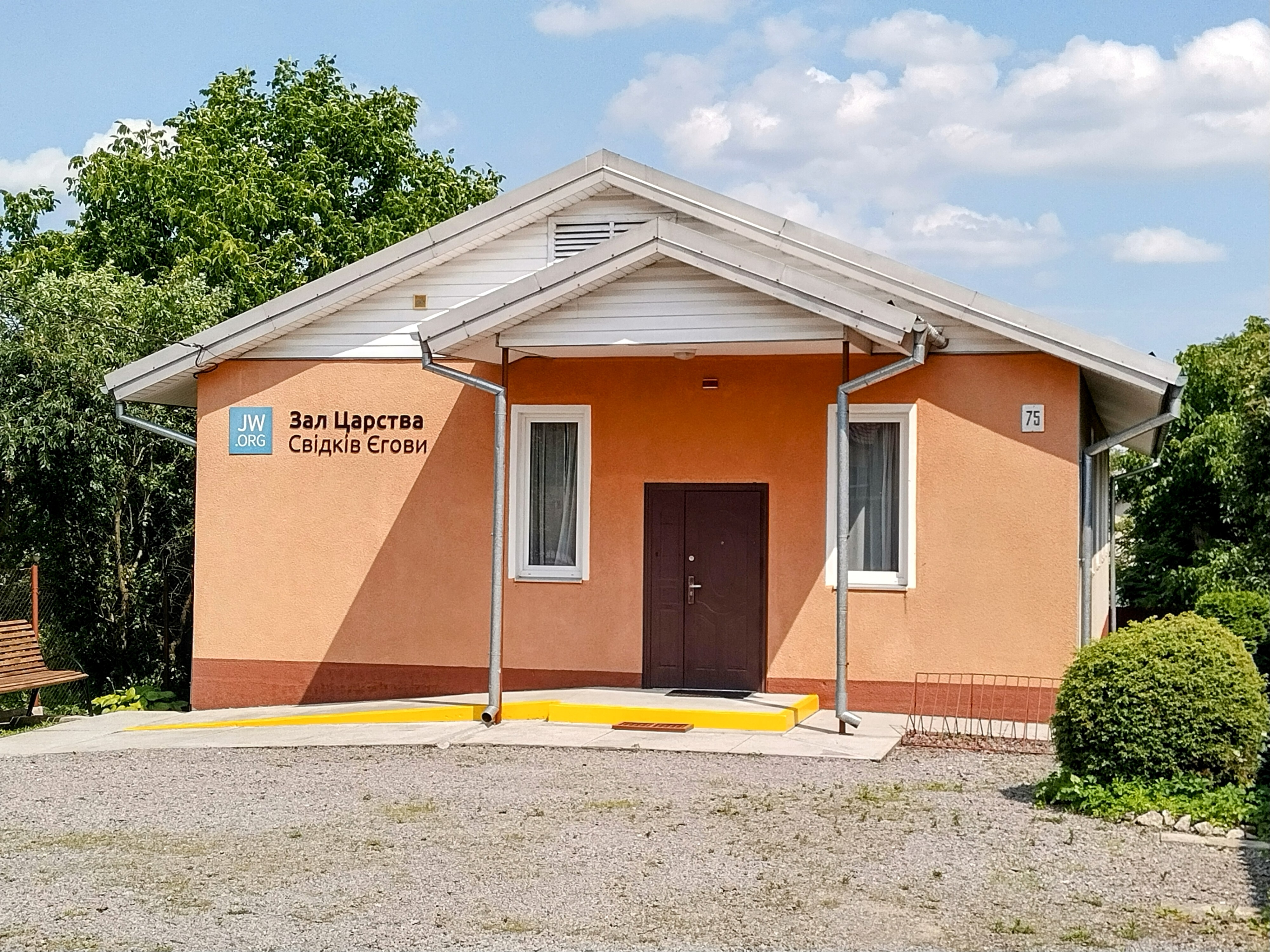
Зал царства Свідків Єгови у місті Яворів

У другій половині 1980-х років тиск на Свідків Єгови дещо ослаб. У місцевих зборах почала зростати кількість членів; вони отримували більше літератури. 1987 року влада почала звільняти ув'язнених Свідків. Наступного року певна кількість Свідків спробувала відвідати конгрес у сусідній Польщі, і на їхнє здивування, влада дозволила їм виїхати за кордон. 
У кінці 1990 року юридичні установи реабілітували деяких Свідків Єгови, повернувши їм усі права та привілеї. У той самий час Комітет країни (Керівний комітет Свідків Єгови в Україні) сформував групу, що представляла Свідків Єгови на зустрічах з урядовцями. Головою цієї групи був Віллі Поль з німецького філіалу.

## Зняття заборони і подальші події

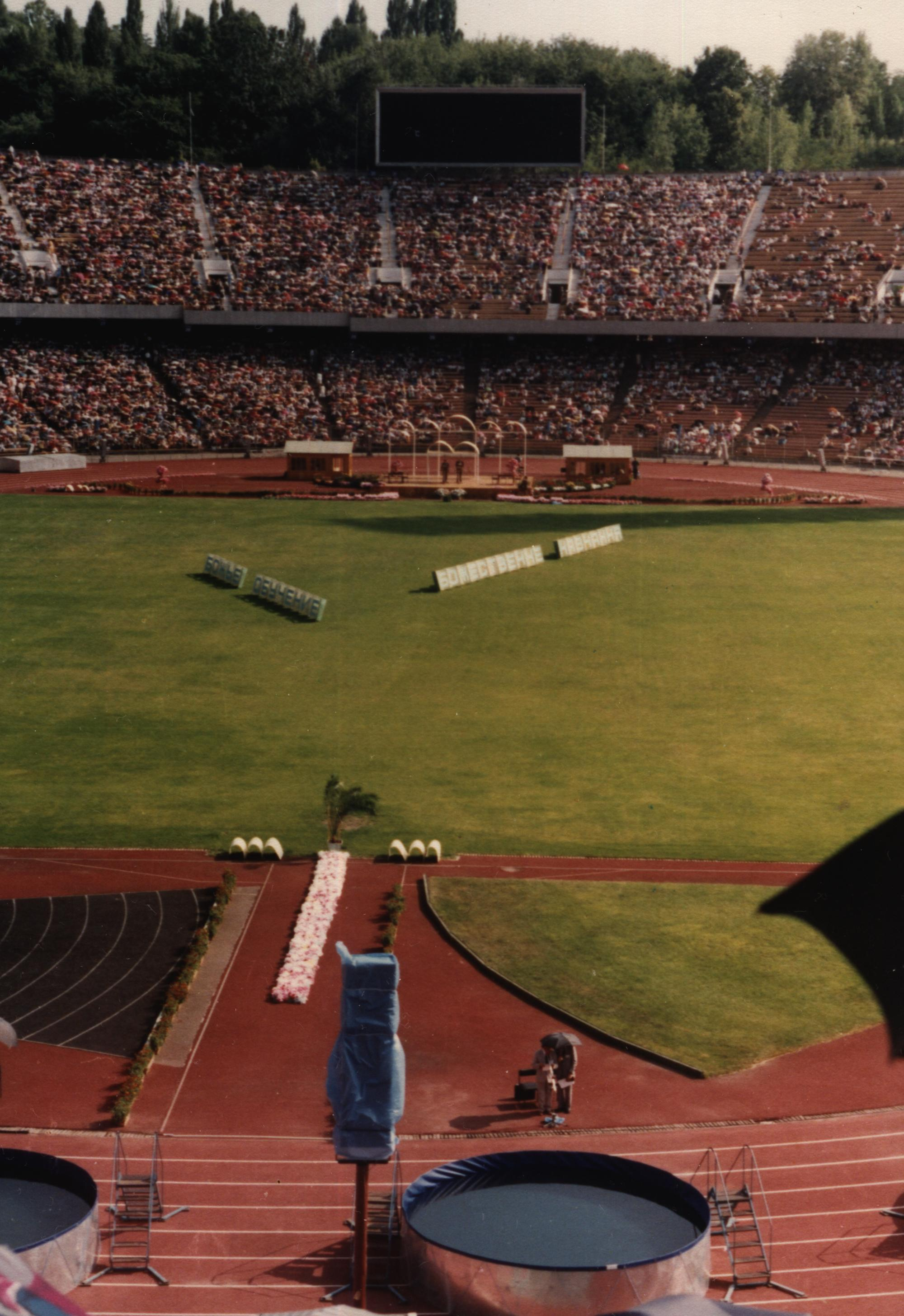
Конгрес Свідків Єгови (Київ, 1993)

У результаті тривалих зустрічей з представниками уряду в Москві та Києві Свідки Єгови отримали визнання. Релігійну організацію Свідків Єгови офіційно зареєстрували в Україні 28 лютого 1991 року — це була перша реєстрація Свідків Єгови на території колишнього СРСР. Так через більше ніж 50 років заборон та переслідування Свідки Єгови нарешті здобули релігійну свободу. Невдовзі після того, наприкінці 1991 року, Радянський Союз розпався, а Україна проголосила незалежність.
У 1991 році відбулися перші конгреси Свідків Єгови в Україні, у Львові та Одесі. А у 1993 році в Києві відбувся міжнародний конгрес. Були присутніми 64 714 осіб, охрестилися 7 402. З того часу чисельність Свідків Єгови в Україні почала стрімко зростати, і станом на 2018 рік їх налічувалося 138 513 осіб, але до 2020 середня кількість вісників Єгови в Україні знизилася до 127 598 осіб. 